# Município Alto Zambeze
Município Alto Zambeze är en kommun i Angola.   Den ligger i provinsen Moxico, i den östra delen av landet, 1 100 km öster om huvudstaden Luanda.
I omgivningarna runt Município Alto Zambeze växer huvudsakligen savannskog. Runt Município Alto Zambeze är det mycket glesbefolkat, med 2 invånare per kvadratkilometer.